# Saja-Nansa
Saja-Nansa es una comarca de Cantabria (España). Por esta comarca transcurren los ríos Saja y Nansa. Se extiende desde la comarca del Besaya hasta el límite autonómico occidental y desde La Marina hasta las sierras del Cordel y Peña Labra. Tiene un carácter eminentemente rural. Limita al este con el Besaya, al sur con Campoo-Los Valles y Castilla y León (provincia de Palencia) al oeste con Asturias y Liébana y al norte con la Costa Occidental.
La comarca está formada principalmente por el valle del Saja y el valle del Nansa. El primero se divide entre el valle de Cabuérniga y el valle de Cabezón. 
A pesar de que ya existe una ley de comarcalización de Cantabria, esta todavía no ha sido desarrollada por lo tanto la comarca no tiene entidad real.
La Asociación de Desarrollo Rural Saja-Nansa que actúa como organismo rector y vertebrador de la mayor parte de la comarca, también incluye en esta a tres municipios de la Costa Occidental (San Vicente de la Barquera, Val de San Vicente y Valdáliga), dejando fuera a Reocín. Por su parte la Consejería de Cultura, Turismo y Deporte de Cantabria en su clasificación de zonas turísticas define un área similar al de la Asociación de Desarrollo Rural, aunque ligeramente reducida al dejar al margen los municipios de Mazcuerras, Cabezón de la Sal y Udías.

## Municipios de la comarca
| Cabezón de la Sal | 8326 | 33,55  | 248,09 |
| Cabuérniga        | 1001 | 86,44  | 11,58  |
| Herrerías         | 623  | 40,34  | 15,44  |
| Lamasón           | 302  | 71,2   | 4,24   |
| Mazcuerras        | 2125 | 55,65  | 38,19  |
| Peñarrubia        | 332  | 54,28  | 6,12   |
| Polaciones        | 239  | 89,77  | 2,66   |
| Reocín            | 8312 | 32,09  | 259,02 |
| Rionansa          | 1045 | 118,02 | 8,85   |
| Ruente            | 1031 | 65,86  | 15,65  |
| Los Tojos         | 402  | 89,5   | 4,49   |
| Tudanca           | 145  | 52,44  | 2,77   |

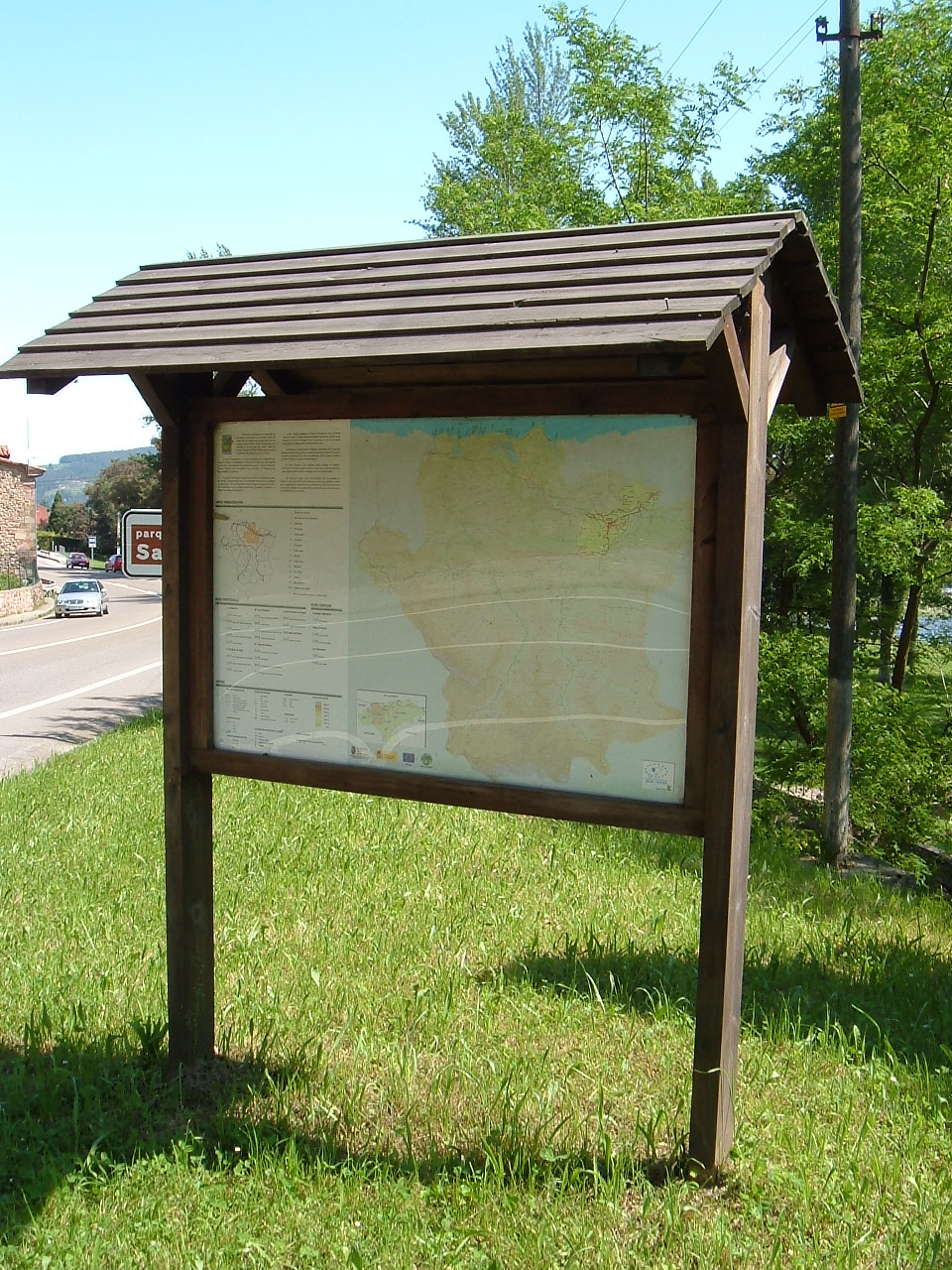
Cartel de la comarca Saja-Nansa a la entrada del municipio de Cabezón de la Sal.

Además, forma parte de ella la mancomunidad de Campoo-Cabuérniga.

## Geografía

### Valle del Saja

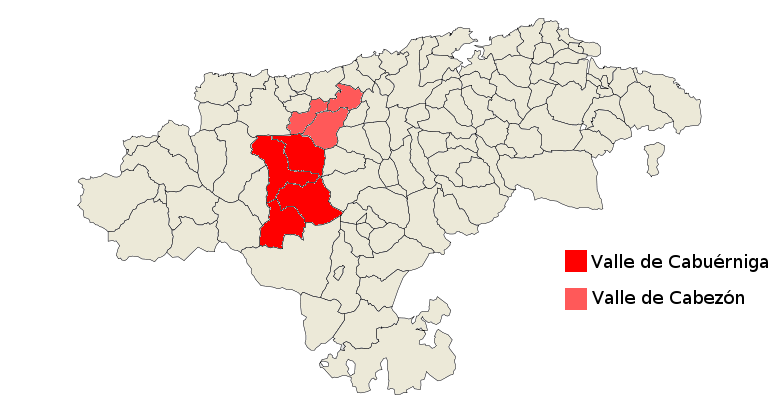
Situación del valle del Saja en Cantabria.

El valle del río Saja, está formado por dos comarcas naturales.
- El curso medio alto, lo ocupan los términos municipales de Los Tojos, Cabuérniga y Ruente, así como la Mancomunidad Campoo-Cabuérniga, al cual se le denomina genéricamente Valle de Cabuérniga, siguiendo la dirección sur a norte, con algún valle lateral de orientación este a oeste, en los afluentes de los ríos Argoza, que pasa por el pueblo de Bárcena Mayor (Conjunto Histórico-Artístico), el río Viaña, río Lamiña y también incluiríamos aquí la cuenca del río Bayones que baja de los montes de Ucieda.

- Desde la Hoz de Santa Lucía hasta San Pedro de Rudagüera se le denomina valle de Cabezón, con los términos municipales de Cabezón de la Sal, Mazcuerras, y Reocín, poco más abajo de Rudagüera y ya en Torrelavega, se le une el río Besaya (a la altura de la localidad de Ganzo), que por la Ría de San Martín, cerca de Suances, desemboca al mar Cantábrico.

### Valle del Nansa

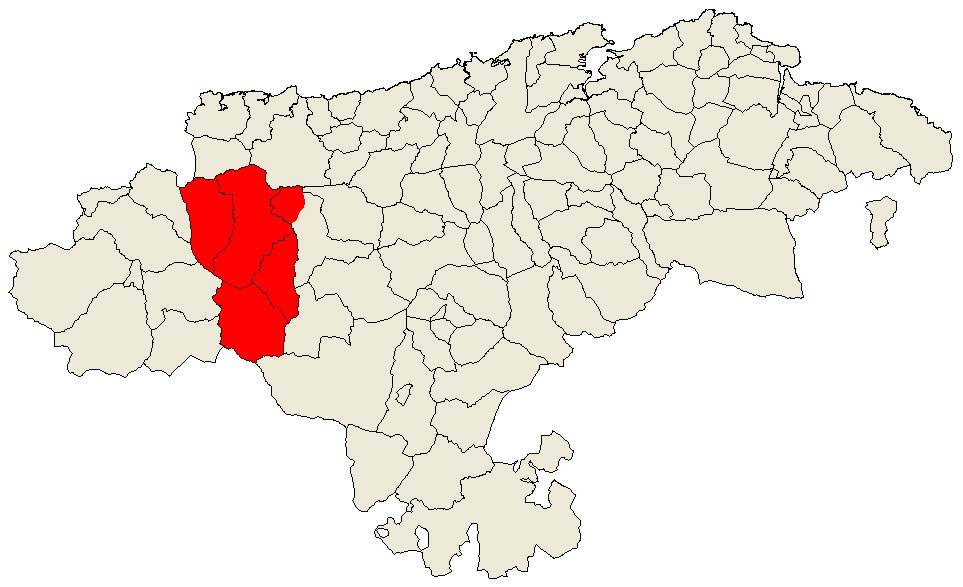
Situación del valle del Nansa en Cantabria.

El valle está ubicado entre los valles de Liébana y Saja. Está limitada por la sierra del Escudo en el norte y la sierra de Peña Labra por el sur.
En el valle del Nansa circula el río de su mismo nombre que por su carácter torrencial y erosivo, especialmente en su cabecera, forma laderas de pendientes acusadas.
La comarca presenta una gran calidad paisajística, venido por sus características topográficas de altas cumbres, amplios bosques autóctonos, sobre todo de roble (Quercus robur) y hayas, y escasa densidad de población dedicada en su mayoría a la ganadería (sector primario).
Los municipios localizados en el valle del Nansa son los siguientes: Lamasón, Herrerías, Rionansa, Tudanca, Polaciones y una parte del municipio de Cabuérniga correspondiente a la localidad de Carmona.

## Actualidad
A pesar de que la ley de comarcalización de Cantabria todavía no ha sido desarrollada, existen una serie de mecanismos de cooperación entre los distintos ayuntamientos de la zona como pueden ser las variadas mancomunidades: «Municipios del Nansa», «Ayuntamientos Reserva del Saja», «Valles de San Vicente» y «Valles del Saja y Corona». Si bien, la mancomunidad que mejor representa esta posible comarca es la Mancomunidad Saja-Nansa dentro de la cual encontramos los siguientes municipios: Cabezón de la Sal, Cabuérniga, Herrerías, Lamasón, Mazcuerras, Peñarrubia, Polaciones, Rionansa, Ruente, San Vicente de la Barquera, Los Tojos, Tudanca, Udías, Val de San Vicente y Valdáliga. 
De entre esos municipios, San Vicente de la Barquera, Udías, Val de San Vicente y Valdáliga, no pertenecen propiamente dicho a la comarca de Saja-Nansa, puesto que están enclavados en la comarca de la costa occidental.
La población total de la comarca alcanza la cifra de 
23 883 habitantes, según datos del INE del año 2017. Según los datos del mismo año, sus tres núcleos más poblados, de mayo a menor, son: Cabezón de la Sal (8326), Reocín (8312) y Mazcuerras (2125). Y sus tres núcleos menos poblados, de menor a mayor, son: Tudanca (145), Polaciones (239) y Lamasón (302).

## Destacado
| - Reserva Nacional de Caza del Saja - Parque natural del Saja-Besaya - Parque natural de Oyambre | - Valle de Cabuérniga - Mancomunidad Campoo-Cabuérniga - Sierra del Escudo de Cabuérniga | - Desfiladero de La Hermida - Cueva de El Soplao - Cueva de los Marranos | - Cueva del Porquerizo - Cueva de Chufín - Cueva de Micolón |  |

## Galería

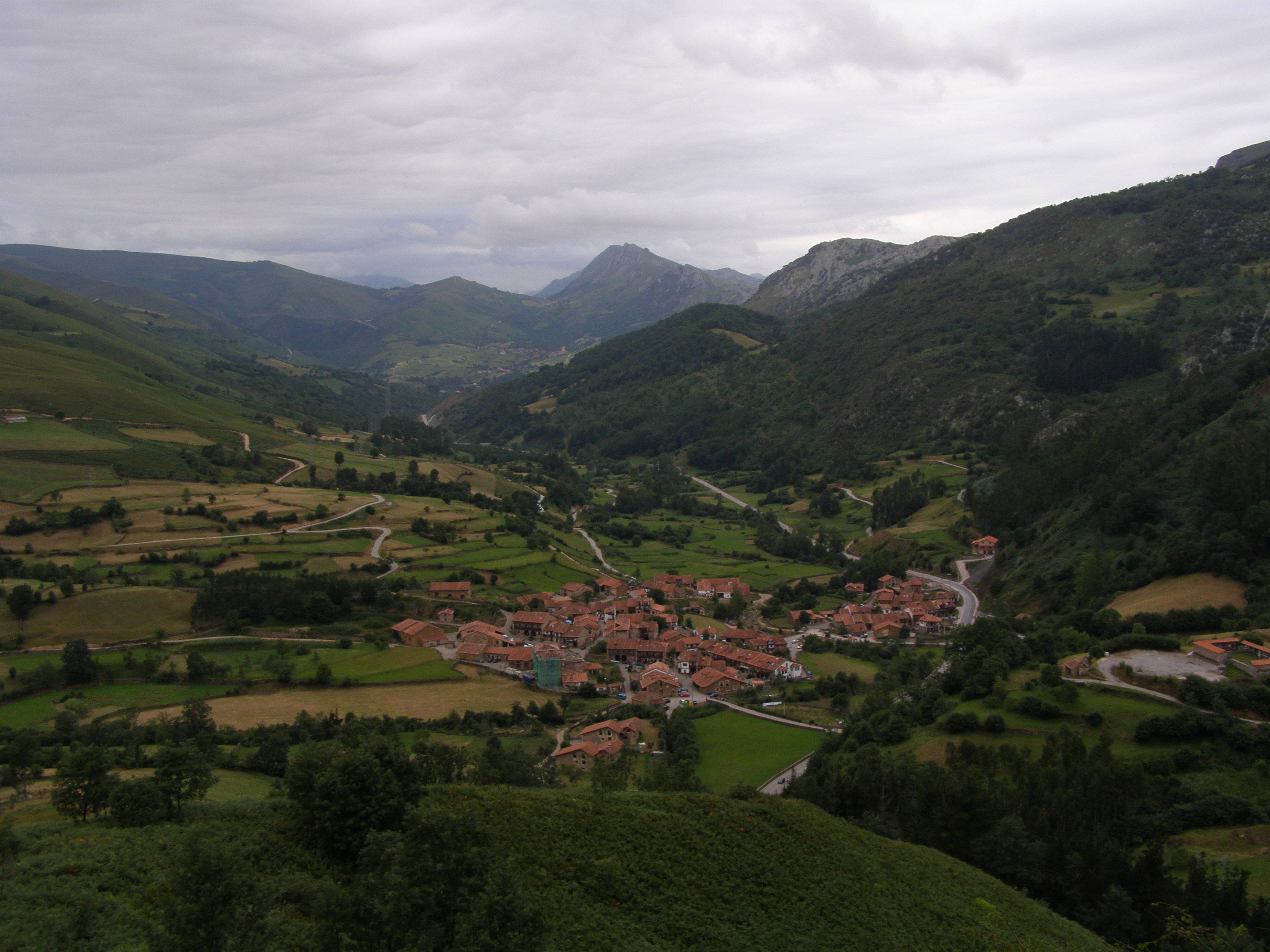
Carmona (Cabuérniga) desde el Mirador de el ribero.
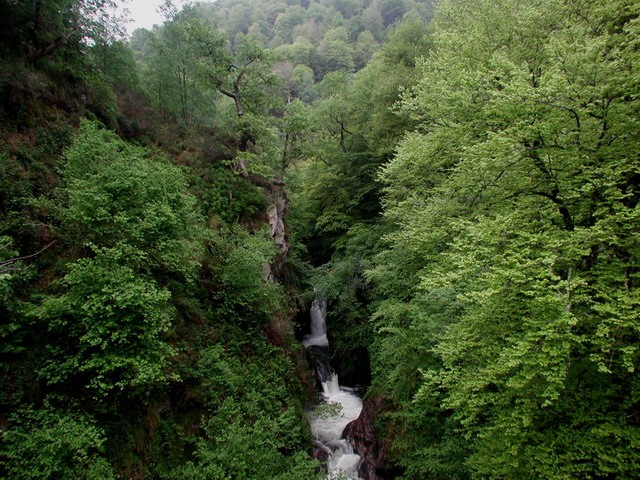
Pozo del Amo, cascada del río Saja.
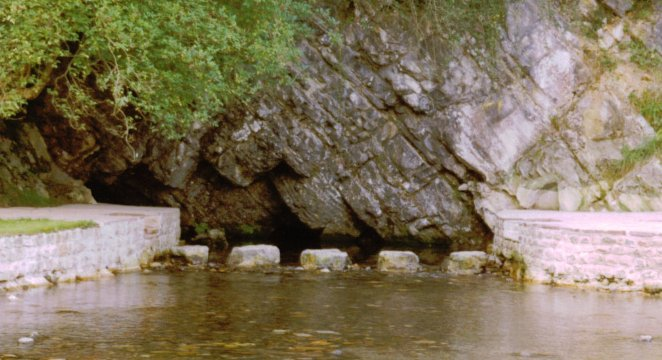
Nacimiento de la Fuentona en Ruente.
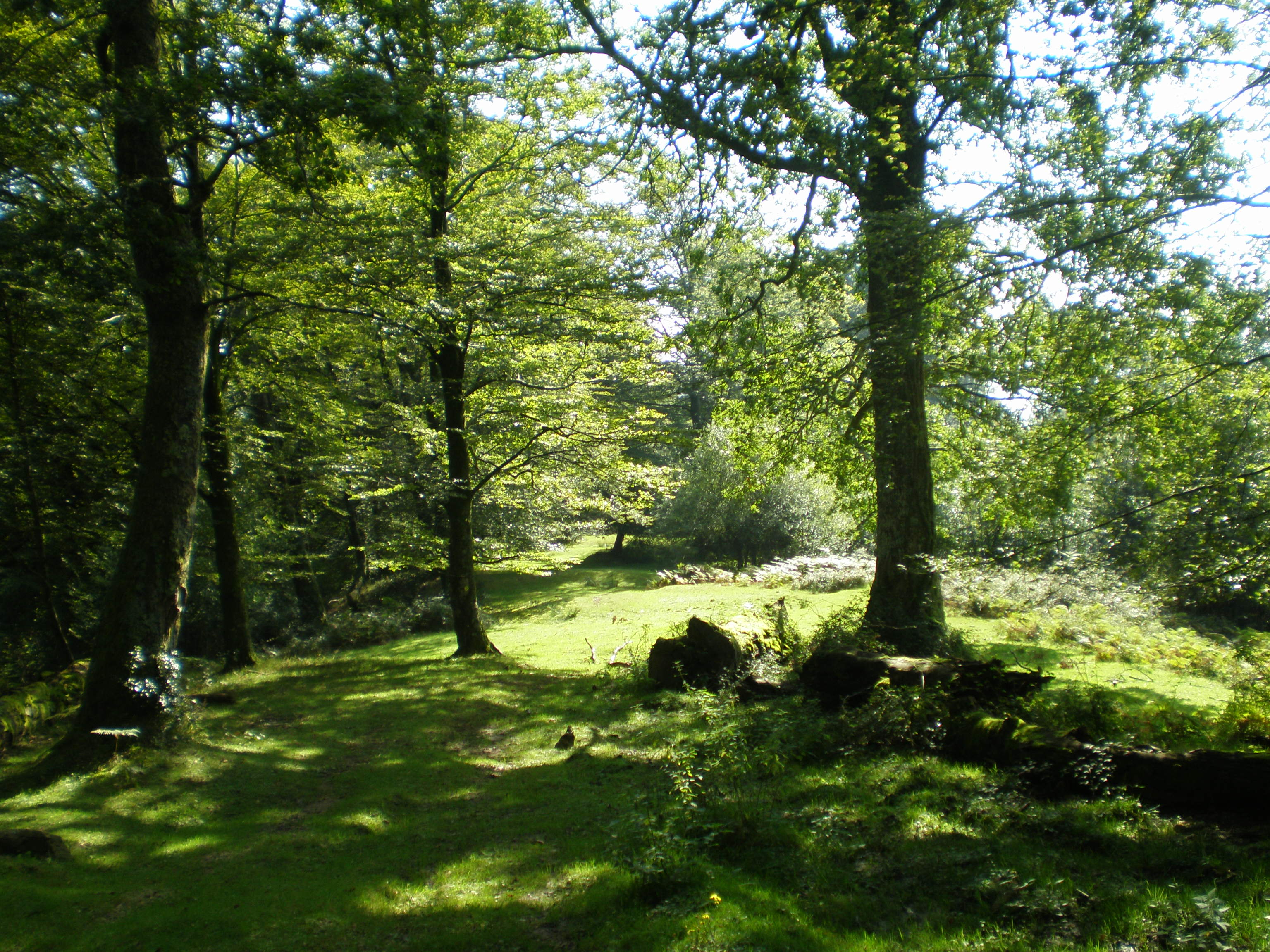
Hayas y cajigas en el Monte Ucieda, en Ruente.